# The Fall
The Fall – brytyjska grupa postpunkowa, założona w 1976 roku w Manchesterze, (istniejąca w pierwszych tygodniach pod nazwą Outsiders) skupiona wokół ekscentrycznego lidera-wokalisty Marka E. Smitha, który był jej jedynym stałym członkiem. Zespół współpracował z niezależnymi wytwórniami, takimi jak Kamera, Rough Trade czy Beggars Banquet.
Zespół zadebiutował dwoma nagraniami koncertowymi Stepping Out i Last Orders, które są częścią minialbumu Short Circuit - Live At The Electric Circus, na którym też znajduje się m.in. Buzzcocks i Joy Division. Początkowe inspiracje zespołu to: The Velvet Underground, Can, Sex Pistols.

## Członkowie zespołu

### Oryginalny skład
Źródło
- Mark E. Smith – śpiew
- Martin Bramah – gitara, śpiew
- Tony Friel – gitara basowa
- Una Baines – instrumenty klawiszowe
- Karl Burns – perkusja

### Pozostali członkowie zespołu
Źródło
- Stephen Hanley -gitara basowa
- Marc Riley - gitara, instrumenty klawiszowe
- Paul Hanley - perkusja
- Paul Scanlon - gitara
- Brix Elise Smith - gitara, śpiew
- Simon J. Wolstencroft - perkusja
- Marcia Schofield - instrumenty klawiszowe
- Kenny Brady - skrzypce

### Obecny skład
- Elena Poulou – śpiew, keyboard, okazjonalnie gitara basowa
- Dave "The Eagle" Spurr – gitara basowa
- Pete Greenway – gitara
- Keiron Melling – perkusja

## Wybrana dyskografia

### Albumy studyjne
- Live at the Witch Trials (1979)
- Dragnet (1979)
- Grotesque (After the Gramme) (1980)
- Slates (1981)
- Hex Enduction Hour (1982)
- Room to Live (Undilutable Slang Truth!) (1982)
- Perverted by Language (1983)
- The Wonderful & Frightening World of The Fall (1984)
- This Nation's Saving Grace (1985)
- Bend Sinister (1986)
- The Frenz Experiment (1988)
- I Am Kurious, Oranj (1988)
- Extricate (1990)
- Shift Work (1991)
- Code: Selfish (1992)
- The Infotainment Scan (1993)
- Middle Class Revolt (1994)
- Cerebral Caustic (1995)
- The Light User Syndrome (1996)
- Levitate (1997)
- The Marshall Suite (1999)
- The Unutterable (2000)
- Are You Are Missing Winner (2001)
- The Real New Fall LP (2003)
- Fall Heads Roll (2005)
- Reformation Post TLC (2007)
- Imperial Wax Solvent (2008)
- Your Future Our Clutter (2010)
- Ersatz GB (2011)
- Re-Mit (2013)
- Sub-Lingual Tablet (2015)
- New Facts Emerge (2017)

### Albumy studyjno-koncertowe
- Totales Turns (It's Now or Never) (1980)
- Seminal Live (1989)
- The Twenty Seven Points (1995)
- 2G + 2 (2002)
- Interim (2004)

### Koncertowe
- 1977 - Live 1977
- 1978 - Live at Deeply Vale
- 1978 - Live From the Vaults Oldham 1978
- 1978 - Liverpool 78
- 1979 - Live From the Vaults Los Angeles 1979
- 1980 - Live in London 1980
- 1981 - Live From the Vaults Glasgow 1981
- 1981 - Live From the Vaults Hof 1981
- 1981 - A Part of America Therein, 1981
- 1982 - Live to Air in Melbourne, 1982
- 1982 - In a Hole
- 1983 - Austurbaejarbio (Live in Reykjavik 1983)
- 1987 - BBC Radio One in Concert
- 1988 - I Am as Pure as Oranj
- 1988 - Live in Cambridge 1988
- 1988 - Live Various Years
- 1995 - In the City
- 1995-1996 - Live at The Phoenix Festival
- 1995-1996 - The Idiot Joy Show
- 1996 - Pearl City 1996
- 1996 - 15 Ways to Leave Your Man, Live
- 1997 - Live Various Years
- 2001 - Touch Sensitive Bootleg Box Set
- 2002 - Live at the Garage
- 2004 - Punkcast 2004